# فهرست قنات‌های شهرستان بن
جدول زیر براساس آمار وزارت جهاد کشاورزی تهیه شده‌است. فهرست زیر قنات‌های شهرستان بن در استان چهارمحال و بختیاری را نشان می‌دهد.
| نام قنات       | موقعیت               | نزدیک‌ترین روستا | طول قنات (متر) | تعداد میله چاه | عمق مادر چاه | دبی (لیتر بر ثانیه) | سطح زیر کشت (هکتار) |
| -------------- | -------------------- | --------------- | -------------- | -------------- | ------------ | ------------------- | ------------------- |
| استخر سلخ بزرگ | بخش مرکزی شهرستان بن | کرسنک           | ۱۵۰            | ۶              | ۱۵           | ۱۰                  | ۲۵                  |
| بالا           | بخش مرکزی شهرستان بن | تومانک          | ۷۰۰            | ۳۵             | ۱۰           | ۳۰                  | ۱۰۰                 |
| بالاکاسه پشت   | بخش مرکزی شهرستان بن | تومانک          | ۹۰۰            | ۴۰             | ۱۰           | ۱۰                  | ۳۰                  |
| برافتاب        | بخش مرکزی شهرستان بن | بارده           | ۲۰۰            | ۱۴             | ۱۸           | ۱۲                  | ۲۲۰                 |
| تاج‌آباد        | بخش مرکزی شهرستان بن | هرچگان          | ۱۳۰۰           | ۷۰             | ۱۸           | ۲۵                  | ۱۰۰                 |
| تنگ            | بخش مرکزی شهرستان بن | تومانک          | ۶۰۰            | ۳۰             | ۱۵           | ۸                   | ۸۰                  |
| تومانک         | بخش مرکزی شهرستان بن | تومانک          | ۱۰۰۰           | ۴۴             | ۲۰           | ۲۰                  | ۵۰۰                 |
| حمزه کهریز     | بخش مرکزی شهرستان بن | بارده           | ۱۰۰            | ۷              | ۹            | ۵                   | ۴۵                  |
| خانی           | بخش مرکزی شهرستان بن | هرچگان          | ۱۸۰۰           | ۴۵             | ۳۰           | ۳۰                  | ۴۰۰                 |
| خیرآباد        | بخش مرکزی شهرستان بن | ورعبداله        | ۲۰۰            | ۲۱             | ۲۳           | ۱۰                  | ۲۰                  |
| دره میانه      | بخش مرکزی شهرستان بن | کرسنگ           | ۱۲۰            | ۵              | ۱۲           | ۱۵                  | ۶                   |
| درکهریز        | بخش مرکزی شهرستان بن | ورعبداله        | ۸۰             | ۹              | ۱۷           | ۱۵                  | ۱۰                  |
| نسا            | بخش مرکزی شهرستان بن | بارده           | ۱۵۰            | ۱۱             | ۱۰           | ۱۵                  | ۲۰۰                 |
| ورعبداله       | بخش مرکزی شهرستان بن | ورعبدالله       | ۸۰             | ۴              | ۰            | ۵                   | ۹                   |
| ورعبداله       | بخش مرکزی شهرستان بن | ورعبدالله       | ۱۵۰            | ۹              | ۱۶           | ۸                   | ۹                   |
| وسط            | بخش مرکزی شهرستان بن | تومانک          | ۱۵۰۰           | ۵۰             | ۱۵           | ۳                   | ۳۰                  |
| چاهک           | بخش مرکزی شهرستان بن | هرچگان          | ۱۳۰۰           | ۳۵             | ۲۸           | ۰                   | ۳۰۰                 |
| کاسه پشت       | بخش مرکزی شهرستان بن | تومانک          | ۱۰۰۰           | ۳۵             | ۱۲           | ۲۰                  | ۹۰                  |
| گرداب          | بخش مرکزی شهرستان بن | هرچگان          | ۱۲۰۰           | ۳۹             | ۳۰           | ۵                   | ۲۰۰                 |